# مغراوة الشرقية (أولاد بوريمة)
مغراوة الشرقية هي إحدى مشيخات المملكة المغربية، تتبع جغرافيا لإقليم جرسيف وإداريًا لأولاد بوريمة. يقدر عدد سكانها بـ 843 نسمة حسب الإحصاء الرسمي للسكان والسكنى لسنة 2004.